# 李学文
李学文（1947年—），男，汉族，湖南常德人，中华人民共和国政治人物，曾任总参谋部二部政委，第十一届全国人民代表大会解放军代表。

## 生平
毕业于国际关系学院。2008年起担任全国人大代表。